# دودة خضراء
دودة خضراء أو دودة القطن الخضراء أو دودة ورق القطن الصغرى أو دودة البنجر السكري واحدة من أشهر حشرات الآفات الزراعية. مهدها آسيا، ولكنها نُقلَت جميع أنحاء العالم ويوجد الآن في أي مكان تقريبًا تزرع فيه العديد من المحاصيل المضيفة. اليرقات الشرهة هي الجاني الرئيسي.

## التلف
تتغذى اليرقات على أوراق وثمار النباتات، ويمكن أن تتساقط الأوراق الصغيرة تمامًا. تلتهم اليرقات الصغيرة برنشيمة الأوراق، لذلك كل ما تبقى هو البشرة والأوردة الرقيقة. تميل اليرقات الأكبر حجمًا إلى حفر ثقوب عبر مناطق سميكة من النباتات. فعلى سبيل المثال، سوف تحفر رأسيًا في الخس بدلاً من إزالة الأنسجة بدقة من ورقة معينة، مما يجعل المنتج غير قابل للتسويق. تهاجم اليرقات أيضًا البراعم والنمو الجديد على النباتات، وتمنع الأزهار من التفتح، والأوراق الجديدة من النبت، والخضروات من النمو. تترك اليرقات الصغيرة عندما تتحرك خيوطًا من الحرير وتشبك الأوراق بغشاء فضي. تسطو على ورق القطن والذرة والبرسيم والشوندر إلخ.

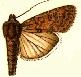
توضيح